# Exército da Espanha

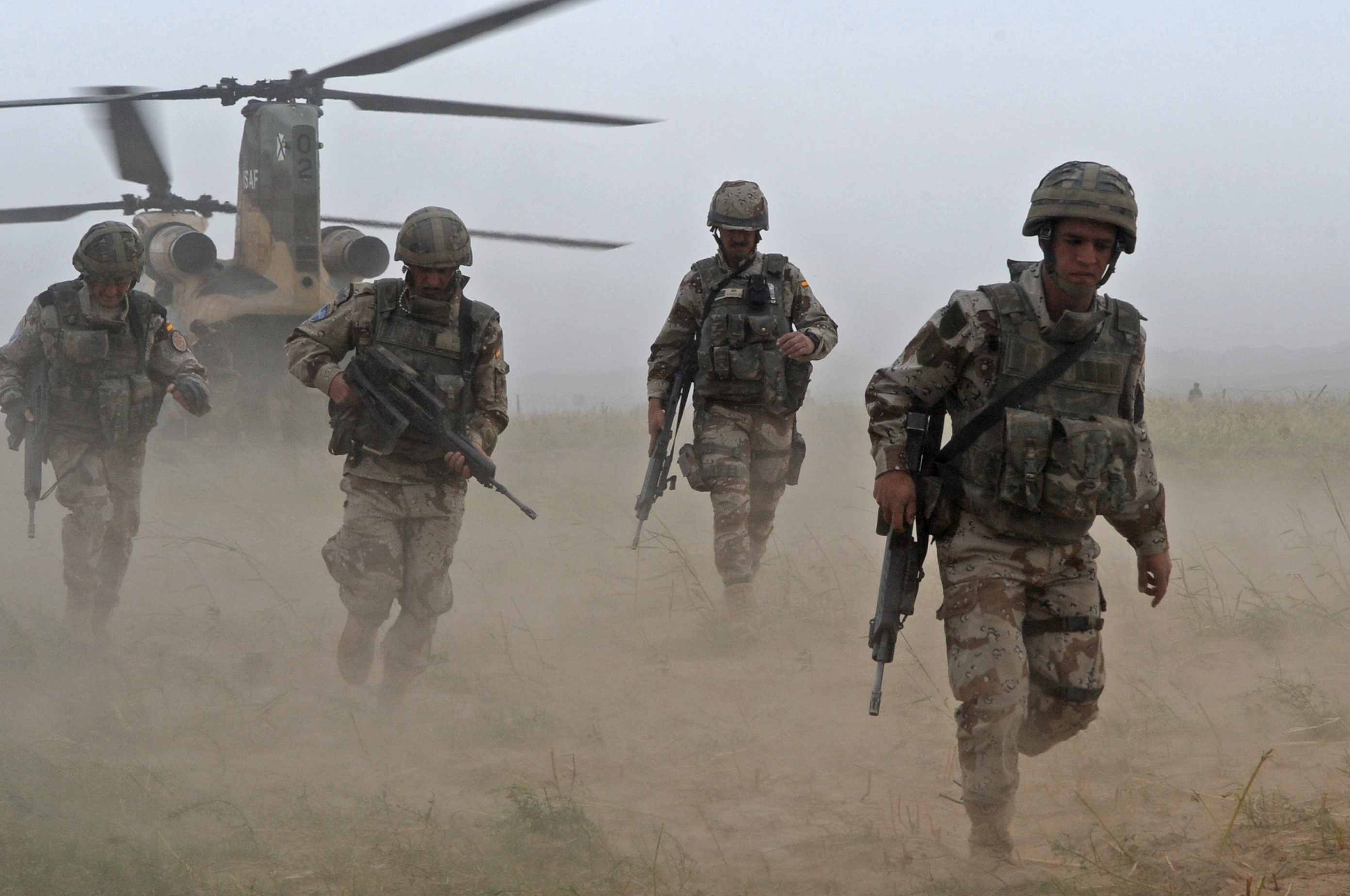
Soldados espanhóis no Afeganistão

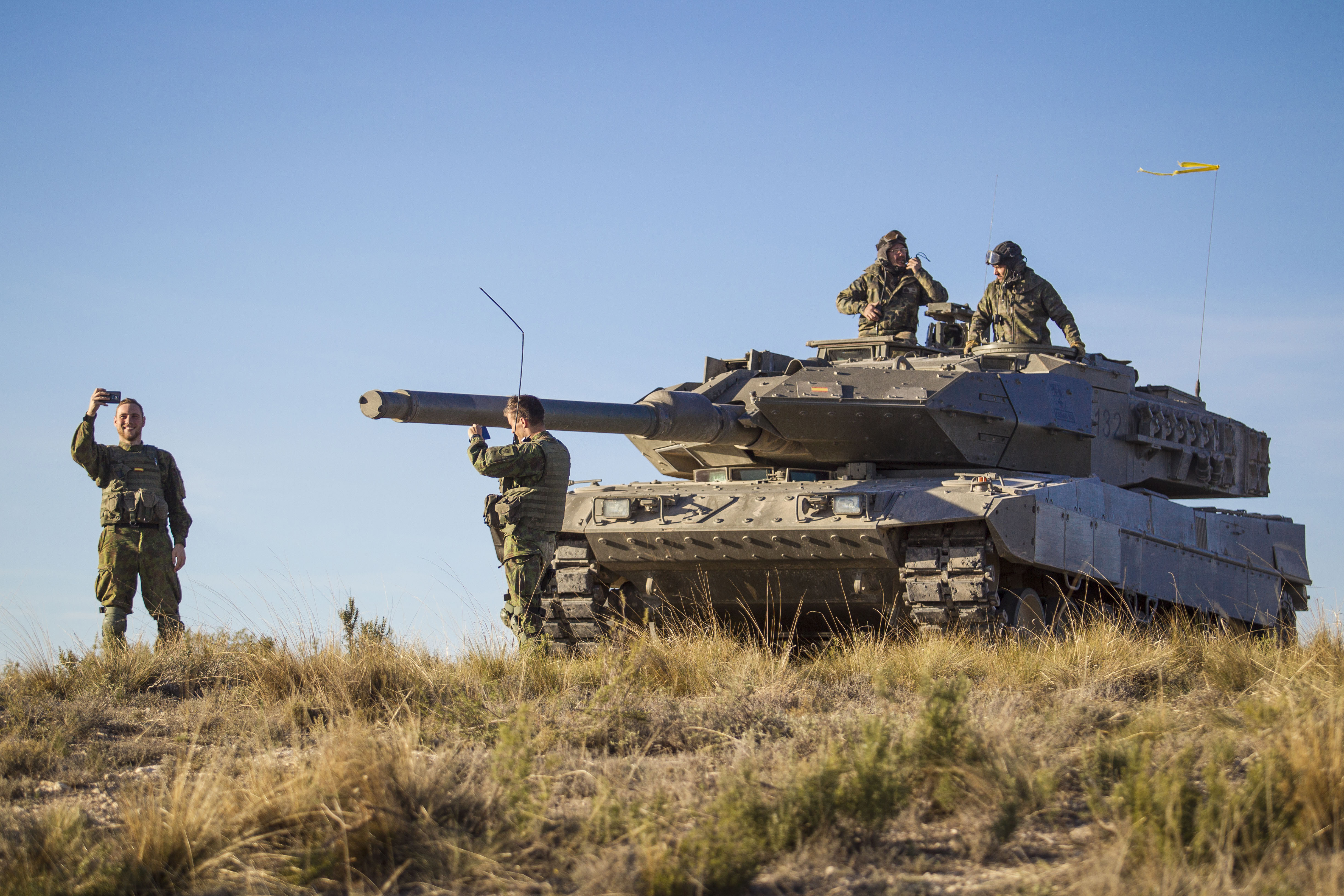
Um Leopard 2,de fabricação alemã, do exército espanhol.

O Exército da Espanha (em espanhol: Ejército de Tierra; literalmente, "Exército Terrestre") é um dos mais antigos exércitos ativos no mundo e o ramo terrestre das Forças armadas de Espanha, encarregados da defesa do país por meio de operações terrestres.

## Armas do Exército Espanhol

Brasão da Infantaria
Brasão da Cavalaria
Brasão da Artilharia
Brasão de Corpo de Engenheiros
Brasão da Intendência

## Hierarquia militar do Exército Espanhol

### Oficiais
| Código OTAN | OF-10            | OF-9                 | OF-8            | OF-7               | OF-6               | OF-5    | OF-4            | OF-3       | OF-2    | OF-1    | OF-1    |
| --- | ---------------- | -------------------- | --------------- | ------------------ | ------------------ | ------- | --------------- | ---------- | ------- | ------- | ------- |
| Espanha | Capitão-general  | General de Exército  | Tenente General | General de Divisão | General de Brigada | Coronel | Tenente Coronel | Comandante | Capitão | Tenente | Alferes |
| Espanha | Capitão-general1 | General de Exército2 | Tenente General | General de Divisão | General de Brigada | Coronel | Tenente Coronel | Comandante | Capitão | Tenente | Alferes |
| 1 Posto ocupado pelo Rei da Espanha, como parte de suas funções constitucionais. 2 Posto ocupado pelo Chefe do Estado-Maior do Exército Espanhol. |                  |                      |                 |                    |                    |         |                 |            |         |         |         |

### Suboficiais de Tropa
| Código OTAN      | OR-9             | OR-9             | OR-9       | OR-9       | OR-9       | OR-9    | OR-8    | OR-8              | OR-7              | OR-7     | OR-6     | OR-6     | OR-6     | OR-6     | OR-6     | OR-6       | OR-5       | OR-5       | OR-5       | OR-5       | OR-5       | OR-5          | OR-4          | OR-4 | OR-3 | OR-3             | OR-2             | OR-2             | OR-2             | OR-2             | OR-2             | OR-2    | OR-1    | OR-1    | OR-1    | OR-1    | OR-1    | OR-1 |
| ---------------- | ---------------- | ---------------- | ---------- | ---------- | ---------- | ------- | ------- | ----------------- | ----------------- | -------- | -------- | -------- | -------- | -------- | -------- | ---------- | ---------- | ---------- | ---------- | ---------- | ---------- | ------------- | ------------- | ---- | ---- | ---------------- | ---------------- | ---------------- | ---------------- | ---------------- | ---------------- | ------- | ------- | ------- | ------- | ------- | ------- | ---- |
| Espanha          |                  |                  |            |            |            |         |         |                   |                   |          |          |          |          |          |          |            |            |            |            |            |            |               |               |      |      |                  |                  |                  |                  |                  |                  |         |         |         |         |         |         |      |
| Suboficial Maior | Suboficial Maior | Suboficial Maior | Subtenente | Subtenente | Subtenente | Brigada | Brigada | Primeiro-Sargento | Primeiro-Sargento | Sargento | Sargento | Sargento | Sargento | Sargento | Sargento | Cabo Maior | Cabo Maior | Cabo Maior | Cabo Maior | Cabo Maior | Cabo Maior | Primeiro-Cabo | Primeiro-Cabo | Cabo | Cabo | Primeiro-Soldado | Primeiro-Soldado | Primeiro-Soldado | Primeiro-Soldado | Primeiro-Soldado | Primeiro-Soldado | Soldado | Soldado | Soldado | Soldado | Soldado | Soldado |      |

### Alunos e Aspirantes
| Código OTAN                                   | OF-D                                                             | Oficiais Cadetes                 | Oficiais Cadetes                 | Oficiais Cadetes          | Suboficiais Alunos              | Suboficiais Alunos              | Suboficiais Alunos | Alunos MPTM |  |
| --------------------------------------------- | ---------------------------------------------------------------- | -------------------------------- | -------------------------------- | ------------------------- | ------------------------------- | ------------------------------- | ------------------ | ----------- |  |
| Espanha                                       |                                                                  |                                  |                                  |                           |                                 |                                 |                    |             |  |
| Cavaleiro Cadete Alferes (Cursos 3º, 4º e 5º) | Cavaleiro Cadete 3º Curso (Com temas pendentes da Promoção XXII) | Cavaleiro/Dama (Cadete 2º curso) | Cavaleiro/Dama (Cadete 1º curso) | Sargento Aluno (3º curso) | Cavaleiro/Dama (Aluno 2º curso) | Cavaleiro/Dama (Aluno 1º curso) | Aspirante MPTM     |             |  |
|                                               |                                                                  |                                  |                                  |                           |                                 |                                 |                    |             |  |

## Equipamentos

### Artilharia
| Modelo                    | Origem                 | Calibre                | Numero                 |
| Artilharia de campanha    | Artilharia de campanha | Artilharia de campanha | Artilharia de campanha |
| ------------------------- | ---------------------- | ---------------------- | ---------------------- |
| OTO Melara Mod 56         | Itália                 | 105mm                  | Desconhecido           |
| L118                      | Reino Unido            | 105mm                  | 56                     |
| SBS 155/52 APU-SIAC       | Espanha                | 155mm                  | 66                     |
| Artilharia autopropulsada |                        |                        |                        |
| M-109A5E                  | Estados Unidos         | 155mm                  | 96                     |

### Veiculos Terrestres
| Modelo                           | Origem                     | Em Serviço                 | Observações                        |
| Carro de Combate Principal       | Carro de Combate Principal | Carro de Combate Principal | Carro de Combate Principal         |
| -------------------------------- | -------------------------- | -------------------------- | ---------------------------------- |
| Leopard 2E                       | Alemanha Espanha           | 219                        |                                    |
| Leopard 2A4                      | Alemanha                   | 108                        |                                    |
| Caça-Tanques                     |                            |                            |                                    |
| Centauro B1                      | Itália                     | 84                         |                                    |
| Dragón                           | Espanha                    | 40                         | Veiculo baseado no MOWAG Piranha V |
| Reconhecimento                   |                            |                            |                                    |
| VEC-M1                           | Espanha                    | 135                        |                                    |
| Dragón VCR VEC                   | Espanha                    | 58                         |                                    |
| Veículo de combate de infantaria |                            |                            |                                    |
| Dragón                           | Espanha                    | 348                        | Total previsto de 998.             |
| Pizarro                          | Espanha Áustria            | 261                        | Versão Espanhola do ASCOD.         |
| Transporte de Infantaria         |                            |                            |                                    |
| M-113                            | Estados Unidos             | *1.300                     | Entre varias versões               |
| BMR                              | Espanha                    | 648                        |                                    |
| Bv 206                           | Suécia                     | 20                         |                                    |
| Veículo blindado                 |                            |                            |                                    |
| Iveco LMV                        | Itália                     | 346                        |                                    |
| RG-31 Nyala                      | Reino Unido                | 150                        |                                    |

### Defesa antiaérea
| Modelo               | Origem               | Quantidade           | Observações          |
| Artilharia antiaérea | Artilharia antiaérea | Artilharia antiaérea | Artilharia antiaérea |
| -------------------- | -------------------- | -------------------- | -------------------- |
| Oerlikon GDF         | Suíça                | 92                   |                      |
| Mísseis antiaéreos   |                      |                      |                      |
| MBDA Mistral         | França               | 168                  |                      |
| MIM-23 Hawk          | Estados Unidos       | 36                   |                      |
| NASAMS               | Noruega              | 8                    |                      |
| MIM-104 Patriot      | Estados Unidos       | 18                   |                      |